# Ладушкин, Илья Иванович
Илья Иванович Ладушкин — советский хозяйственный, государственный и политический деятель, Герой Социалистического Труда.

## Биография
Родился в 1909 году в Астрахани. Член КПСС с 1928 года.
С 1927 года — на хозяйственной, общественной и политической работе. В 1927—1973 гг. — на комсомольской работе в Астрахани, на политической работе и командных должностях в Рабоче-Крестьянской Красной Армии, участник Великой Отечественной войны, заместитель командира по политчасти 58-го стрелкового полка 190-й стрелковой дивизии, заведующий агитпропотделом Степновского райкома, первый секретарь Марфинского райкома ВКП(б), в аппарате ЦК КПСС, первый секретарь Бостанлыкского (1954-1961), Ахангаранского (1961-1962), Верхнечирчикского (1962-1975) райкомов Компартии Узбекистана.
Указом Президиума Верховного Совета СССР от 8 апреля 1971 года присвоено звание Героя Социалистического Труда с вручением ордена Ленина и золотой медали «Серп и Молот».
Избирался депутатом Верховного Совета Узбекской ССР 6-го созыва.
Умер в 1975 году.